# Канеро Ривиера
Ка̀неро Ривиѐра (на италиански: Cannero Riviera, на местен диалект: Càner, Канер) е село и община в Северна Италия, провинция Вербано-Кузио-Осола, регион Пиемонт. Разположено е на 212 m надморска височина, на западния бряг на езеро Лаго Маджоре. Населението на общината е 1017 души (към 2010 г.).